# David Howells
David Howells (* 15. Dezember 1967 in Guildford) ist ein ehemaliger englischer Fußballspieler. Nahezu seine gesamte Profikarriere verbrachte er im defensiven Mittelfeld zwischen 1985 und 1998 bei Tottenham Hotspur. Größter Erfolg war der Gewinn des englischen Pokals im Jahr 1991.

## Sportlicher Werdegang
Howells war von Kindesbeinen an Anhänger von Tottenham Hotspur, als er in den 1970er-Jahren die Heimspiele öfter besuchte. Zu Beginn der 1980er-Jahre schloss er sich der Jugendabteilung der „Spurs“ an und erhielt im Anschluss einen Profivertrag. Erster Einsatz in der höchsten englischen Spielklasse war als 18-Jähriger am 22. Februar 1986 der 2:1-Sieg gegen Sheffield Wednesday, zu dem er auf Anhieb einen Treffer beisteuerte. Auf den sportlichen Durchbruch musste er jedoch noch warten; es folgte nach einem weiteren einzigen Ligaauftritt in der Saison 1986/87 immerhin ein Fortschritt als Ergänzungsspieler mit elf Erstligabegegnungen in der Spielzeit 1987/88. Bis zur Einführung der Premier League im Jahr 1992 war er danach im defensiven Mittelfeld eine feste Größte mit insgesamt 121 Meisterschaftseinsätzen in vier Jahren. Dazu kam sein sportlich größter Erfolg 1991 mit dem Gewinn des FA Cups, als er in der Startelf stand, die Nottingham Forest mit 2:1 besiegte.
Die Stärken von Howells lagen als defensiver Mittelfeldspieler in der Zuverlässigkeit der Abwehr vor der letzten Verteidigungsreihe und weniger in einer spektakulären Spielweise. Dadurch wurde seine Wichtigkeit oft unterschätzt und trat dann zu Tage, wenn während einer seiner verletzungsbedingten Abwesenheiten die Resultate gelegentlich schlechter wurden. Neben seiner Schnelligkeit und dem Trickreichtum hatte er auch Stärken im Offensivspiel und vor allem in einer Verletztenmisere des Klubs in der Saison 1996/97 war er eine der wenigen verbliebenen Konstanten und festigte seinen Ruf als „idealen Teamplayer“. In seiner letzten Spielzeit 1997/98 für Tottenham hatte Howells dann selbst mit Blessuren zu kämpfen. Nach einer längeren Abwesenheit ab November 1997 fand er sich zudem zunehmender Konkurrenz auf seiner Position ausgesetzt und so war sein ablösefreier Abgang im Juli 1998 zum FC Southampton keine Überraschung mehr.
Der erwünschte Neustart im Karriereherbst verlief jedoch unglücklich. Howells verletzte sich in Southampton früh und musste im Jahr 2000 seine Profikarriere aufgrund anhaltender Knieprobleme beenden. Anschließend agierte er noch im semiprofessionellen Bereich für Hartley Wintney, Havant & Waterlooville und zuletzt in seiner Geburtsstadt für Guildford City. In Guildford arbeitete er danach auch als Sportlehrer.

## Titel/Auszeichnungen
- Englischer Pokal (1): 1991
- FA Charity Shield (1): 1991 (geteilt)